# Quercus viminea
Quercus viminea Trel. – gatunek rośliny z rodziny bukowatych (Fagaceae Dumort.). Występuje naturalnie w północnym Meksyku (w stanach Chihuahua i Sonora) oraz południowo-zachodnich Stanach Zjednoczonych (w Arizonie). 

## Morfologia
PokrójZimozielone drzewo dorastające do 10 m wysokości.
LiścieBlaszka liściowa ma lancetowaty kształt. Mierzy 3–6 cm długości oraz 0,5–1 cm szerokości, jest całobrzega, ma rozwarta lub zaokrąglona nasadę i spiczasty lub tępy wierzchołek. Ogonek liściowy jest owłosiony i ma 2–5 mm długości.
OwoceOrzechy zwane żołędziami o jajowatym kształcie, dorastają do 9–15 mm długości i 7–10 mm średnicy. Osadzone są pojedynczo w miseczkach w kształcie kubka, które mierzą 5–8 mm długości i 8–10 mm średnicy. Orzechy otulone są miseczkami w 35% ich długości.